# 별에서 온 그대
《별에서 온 그대》는 2013년 12월 18일부터 2014년 2월 27일까지 방영한 SBS 드라마 스페셜이며, 1609년 조선시대 지구에 착륙한 외계남이 400년 뒤 최고의 여배우와 사랑에 빠지는 이야기를 그린 판타지 로맨틱 코미디 드라마이다.
닐슨코리아 기준 전국 평균 시청률 24.0%를 기록하면서 방영할 때마다 동시간대 1위로 자리매김했다. 방송 내내 큰 인기를 끌며 패션, 메이크업, 외식 분야의 트렌드를 촉발시켰다. 한류 확산에도 기여한 것으로 평가된다.
별에서 온 그대는 여러 상을 받았다. 제50회 백상예술대상에서는 3개 부문 수상으로 9개 부문 후보에 올랐다. 텔레비전 부문 대상은 전지현이, 텔레비전 부문 남자 인기상은 김수현이 수상했다. 이 시리즈는 코리아 드라마 어워드 최우수 드라마 부문, 서울 국제 드라마 어워드 우수 한국 드라마 부문, 매그놀리아 어워드 최우수 외국 텔레비전 시리즈 부문을 수상했다.
줄여서 별그대라고도 부른다. 이 작품의 당초 제목은 <별에서 온 남자>였다.

## 줄거리
400년 전 지구에 떨어진 외계남 도민준과 왕싸가지 한류여신 톱스타 천송이의 기적과도 같은 달콤 발랄 로맨스.
1609년 9월 22일(음력 8월 25일) 강원도에서 미확인 비행물체가 목격되었다는 《조선왕조실록》 〈광해군일기〉의 기록을 모티브로 하여, 국내 제작 드라마 사상 최초로 유일무이한 공상 과학 SF 로코 드라마이다.

## 등장인물

### 주요 인물
- 전지현 : 천송이 역 (아역 김현수) - 28세. 톱 배우, 대학생
- 김수현 : 도민준 역 - 나이 미상. 대학 강사
- 유인나 : 유세미 역 (아역 김혜원) - 28세. 조연급 배우
- 박해진 : 이휘경 역 (아역 조승현) - 28세. S&C그룹 막내아들

### 천송이의 가족
- 나영희 : 양미연 역 - 54세. 어머니
- 엄효섭 : 천민구 역 - 56세. 아버지
- 안재현 : 천윤재 역 (아역 : 전진서) - 18세. 동생. 고등학생

### 천송이의 주변 인물
- 홍진경 : 홍혜인 역 - 28세. 개명 전 홍복자. 천송이의 중고교 동창. 만화방 주인
- 조세호 : 철수 역 - 만화방 단골. 동네 백수
- 남창희 : 혁 역 - 만화방 단골. 동네 백수

### 도민준의 주변 인물
- 김창완 : 장영목 역 - 62세. 변호사

### 이휘경의 가족
- 신성록 : 이재경 역 - 36세. 형. S&C그룹 후계자
- 이정길 : 이범중 역 - 67세. 아버지. S&C그룹 회장
- 성병숙 : 홍은아 역 - 58세. 어머니

### 유세미의 가족
- 이일화 : 한선영 역 - 49세. 어머니
- 오상진 : 유석 역 - 31세. 오빠. 검사

### 그 외 인물
- 김현수 : 서이화 역
- 이이경 : 이신 역 - 이재경의 비서
- 조희봉 : 안동민 역 - 천송이의 연예 기획사 대표
- 김강현 : 윤범 역 - 천송이의 매니저
- 김보미 : 민아 역 - 천송이의 코디네이터
- 김희원 : 박병희 역 - 한유라 사망 사건 담당 형사
- 김해인 : 양민주 역 - 이재경의 전처
- 정영금 : 서이화의 몸종 역
- 최대성 : 사회대학 강사 역
- 김희라 : 아역배우 자녀를 둔 엄마 역
- 정지순 : 문 실장 역 - 세미의 매니저
- 장성범 : 드라마 조감독 역
- 이상훈 : 야바위꾼 역
- 최효은 : 한유라의 메이크업아티스트 역
- 한은선 : 송이의 메이크업아티스트 역
- 홍재성 : '천송이 스폐셜'의 감독 역
- 김병춘 : S&C그룹 부장 역
- 유영진 : 유 대리 역 - S&C그룹 대리
- 이종구 : 황 이사 역 - S&C그룹 이사
- 유장영 : 의사 역
- 김민채 : 간호사 역
- 주동희 : 송이의 병실 경호원 역
- 김민진 : 서이화 집안의 종 역
- 이금주 : 서이화의 어머니 역
- 전인택 : 서이화의 아버지 역
- 정현석 : 기자 역
- 이우신 : 현감 1 역
- 손선근 : 현감 2 역
- 인성호 : 현감 3 역
- 정수인 : 한유선 역 - 한유라의 동생
- 한동환 : 파출소 소속 경찰 역
- 오희준 : 윤재와 싸운 학생 역
- 하수호 : 송이가 사는 아파트의 보안직원 역
- 민준현 : 기자 역
- 윤이준 : 형사 역
- 최웅 : 송이를 테러한 헬맷 쓴 남자 역
- 유옥주 : 개불을 판매하는 상인 역
- 김태영 : 정신건강의학과 의사 역
- 민병애 : 집주인 역
- 정우석 : 강 대표 역 - 엔터테인먼트 대표
- 허선행 : 은행 지점장 역
- 장준호 : 은행원 역
- 이윤상 : 변호사 역
- 조우진 : 허준의 제자 역
- 이가령 : 재경의 상무실 비서 역
- 이정성 : 의사 역
- 이창 : 영화 '목격자'의 감독 역
- 최인숙 : 집 보러온 여자 역
- 이진목 : 돌에 다리가 끼인 남자 역
- 박건락 : 과거 민준의 정체를 알게 되는 10년지기 벗 역
- 정두겸 : 명인대학교 박물관 관장 역
- 이승기 : 명인대학교 박물관 직원 역
- 공재원 : 휘경이네 집사 역
- 허준석 : 영화 '목격자'의 조감독 역
- 박성균 : 한서진의 지인 역
- 강철성 : 기자 역
- 강민정 : 하늘정신병원 간호사 역
- 정석규 : 별장 관리인 역
- 서범식 : 무술감독 역
- 김결 : 응급실 의사 역
- 박용수 : 의사 역
- 노형욱 : 영화 '목격자'의 막내 스태프 역
- 조승연 : 차장검사 역
- 이현걸 : 양민주를 감시하는 가드 역
- 권태원 : 재경 측 변호사 역
- 양주호 : 발렛파킹 해달라는 진상 손님 역
- 천예원 : 레스토랑에서 프로포즈 받는 여자 역
- 김선은 : 기자 역
- 조용상 : 응급실 의사 역
- 손건우 : 소속사 직원 역
- 최민 : 형사 역
- 김기준 : 재판장 역
- 이정훈 : 윤재를 인터뷰 하는 기자 역
- 조성희 : 드라마 제작사 직원 역
- 김나연 : 드라마 제작사 직원 역
- 진현광 : 기자 역
- 정승우 : 포도 대장 역

### 아역
- 강한별 : 사랑고백하는 남자아이 역
- 박서연 : 사랑고백을 거절하는 여자아이 역

### 특별출연
- 유인영 : 한유라 역 - 송이의 라이벌인 미모의 톱 여배우 (2, 3회, 12회)
- 유준상 : 유 과장 역 - 휘경의 직장 상사 (2, 3회)
- 달샤벳 (세리, 수빈) : 송이의 후배 (3회)
- 김생민 : 노서영 결혼식을 취재하는 리포터 역 (3, 4회)
- 박정아 : 노서영 역 - 선상 결혼식의 톱 배우 역 (4회)
- 장항준 : 박민규 역 - 변태 영화감독 (4회)
- 손은서 : 황진이 역 - 조선 시대의 기생 (4회)
- 김수로 : 이형욱 역 - 조선 시대 강원 감사 (5회)
- 정은표 : 윤성동 / 윤성동의 후손 역 - 조선 시대 집주름 / 부동산 중개업자 (6회, 12회)
- 정윤기 : 정윤기 역 - 스타일리스트 (10회)
- 박영규 : 허준 역 - 조선 시대 의원 (11회)
- 조영구 : 천송이와 유세미를 인터뷰하는 리포터 역 (16회)
- 수지 : 고혜미 역 - 도민준의 수업을 들었었던 수강생 (17회)
- 연우진 : 이한경 역 - S&C그룹 첫째 아들 (18회)
- 류승룡 : 허균 역 - 조선 시대 작가. 홍길동전 저자 (19회)
- 김성준 : 뉴스 앵커 역 (21회)
- 박산다라 : 2017년 영화제 시상식 참가 연예인 역 (21회)
- 김원준 : 2017년 영화제 시상식 참가 연예인 역 (21회)

## 시청률
최저 시청률과 최고 시청률은 시청률 조사회사와 지역별로 시청률에 차이가 있을 수 있습니다.
| 2013년      | 2013년      | 2013년          | 2013년        | 2013년          | 2013년        |
| 회차        | 방송일      | TNmS 시청률     | TNmS 시청률   | AGB 시청률      | AGB 시청률    |
| 회차        | 방송일      | 대한민국 (전국) | 서울 (수도권) | 대한민국 (전국) | 서울 (수도권) |
| ----------- | ----------- | --------------- | ------------- | --------------- | ------------- |
| 제1회       | 12월 18일   | 15.5%           | 19.1%         | 15.6%           | 17.0%         |
| 제2회       | 12월 19일   | 15.9%           | 18.5%         | 18.3%           | 20.5%         |
| 제3회       | 12월 25일   | 17.2%           | 20.4%         | 19.4%           | 21.0%         |
| 제4회       | 12월 26일   | 18.4%           | 20.8%         | 20.1%           | 22.1%         |
| 2014년      |             |                 |               |                 |               |
| 제5회       | 1월 1일     | 21.0%           | 24.8%         | 22.3%           | 25.3%         |
| 제6회       | 1월 2일     | 22.8%           | 28.2%         | 24.6%           | 27.8%         |
| 제7회       | 1월 8일     | 22.1%           | 27.0%         | 24.1%           | 26.6%         |
| 제8회       | 1월 9일     | 22.9%           | 29.1%         | 24.4%           | 25.4%         |
| 제9회       | 1월 15일    | 24.4%           | 27.4%         | 23.1%           | 26.2%         |
| 제10회      | 1월 16일    | 22.7%           | 28.3%         | 24.4%           | 27.1%         |
| 제11회      | 1월 22일    | 23.3%           | 28.1%         | 24.5%           | 26.8%         |
| 제12회      | 1월 23일    | 24.6%           | 29.0%         | 26.4%           | 28.2%         |
| 제13회      | 1월 29일    | 24.3%           | 27.5%         | 24.8%           | 26.1%         |
| 제14회      | 2월 5일     | 25.1%           | 30.7%         | 25.7%           | 27.8%         |
| 제15회      | 2월 6일     | 24.5%           | 28.7%         | 25.9%           | 27.7%         |
| 제16회      | 2월 12일    | 23.3%           | 28.0%         | 25.7%           | 28.1%         |
| 제17회      | 2월 13일    | 25.6%           | 29.8%         | 27.0%           | 29.5%         |
| 제18회      | 2월 19일    | 25.9%           | 30.8%         | 27.4%           | 29.9%         |
| 제19회      | 2월 20일    | 26.0%           | 29.9%         | 26.7%           | 29.1%         |
| 제20회      | 2월 26일    | 24.5%           | 29.3%         | 26.0%           | 28.0%         |
| 제21회      | 2월 27일    | 28.1%           | 33.2%         | 28.1%           | 29.6%         |
| 평균 시청률 | 평균 시청률 | 22.8%           | 27.1%         | 24.0%           | 26.2%         |
|             |             |                 |               |                 |               |
| 스페셜      |             |                 |               |                 |               |
| 더 비기닝   | 2월 7일     | 8.2%            | 9.4%          | 10.0%           | 11.5%         |

## 사운드트랙
CD 1
1. My Destiny - 린(LYn)　작사 전창엽 작곡 진명용 편곡 진명용
2. 별처럼 - 케이윌(K.will)　작사 최갑원 작곡 김세진,PJ 편곡 김세진
3. 별에서 온 그대 - 윤하　작사 전창엽,전준규 작곡 전창엽,전준규 편곡 전준규
4. 안녕 - 효린　작사 최재우 작곡 김세진,PJ 편곡 김세진
5. I Love You - 저스트(Just)　작사 전창엽 작곡 전창엽,인영훈 편곡 인영훈,진명용
6. 오늘 같은 눈물이 - 허각　작사 전해성,최재우 작곡 전해성 편곡 전해성
7. 너의 모든 순간 (Original) - 성시경　작사 심현보 작곡 성시경 편곡 안준영
8. 너의 집 앞 - 김수현　작사 와사비사운드(Wasabii Sound), 강경아, 윤경 작곡 와사비사운드(Wasabii Sound), 강경아 편곡 와사비사운드(Wasabii Sound)
9. 너의 모든 순간 (Piano Ver.) - 성시경

CD 2 - Various Artists
1. Man From Star (Opening Title)
2. Back To The Present
3. Cliff Tension
4. Star Bach Comic
5. Dark Fantasy
6. Past Love
7. Star Comic Pizzicato
8. Dream Scenery I
9. Dream Scenery II
10. Mocha Comic Tension
11. Tears In Minuet
12. Missing You
13. Beethoven Revolution
14. Killing Tension I
15. Killing Tension II
16. Welcome To Earth
17. Stars Comic Tension
18. Waltz With star
19. Stars Love Mambo
20. Space Love
21. Run Away (Ending Title)

Special OST
1. 약속 - 김수현

## 이모저모
- 기획 단계에서, '별에서 온 남자'라는 타이틀로 가닥을 잡았다가,[5] 14년 만에 해당 작품으로 드라마에 복귀한 전지현이 있었던 이유 때문에 '별에서 온 그대'라는 타이틀로 최종 확정하였다.
- 시청률보다 작품성과 작가 정신에 초점을 맞춰야 한다는 한국방송작가상 드라마 부문 규정 때문에 2014년 12월 열린 제 27회 한국방송작가상 드라마 부문(2013년 중후반기부터의 내용 위주) 최종 후보에서 탈락했다.[6]
- KBS 드라마본부의 곽기원 팀장의 인터뷰에서, "SBS가 야심차게 기획한 '별에서 온 그대'는 1609년 9월 22일(음력 8월 25일) 강원도에서 미확인 비행물체가 목격되었다는 '조선왕조실록 - 광해군일기'의 기록[7]을 모티브로 하여, 순간이동, 시간 정지 능력 따위의 초능력을 구현하기 위해 특수 효과가 가미되었고, 불릿 타임 효과 제작을 위해 60개의 소형 특수 카메라가 사용되었다"며 "고프로 카메라가 180도 주변에 설치되었고 정지된 인물들이 다양한 각도에서 촬영 기법을 활용한 방식으로 HD급 고화질 카메라를 이용하여 리얼리티를 최초로 도입된 공상 과학 SF 로코 드라마이므로, 연기력이 검증된 청춘 스타들을 드라마 주연급에 전격 기용하여, SBS 수목극 중 시청률 1위를 기록하는 기염을 토해냈다"라고 덧붙였다.[8][9]
- 로맨틱 코미디물이 주류를 이뤘던 기존 상업적 트렌디 드라마와는 달리, SF물 특유의 독창적인 세계관을 구축하여 대중성까지 인정받은 만큼, 북미와 유럽, 일본 등 동아시아 국가를 비롯한 전 세계 50여개 국에서 동시 수출하여, 당초 20부작으로 종영할 예정이었지만, 작품의 완성도를 높이기 위해서, 21부작으로 변경되었다.

## 표절 논란

### 설희 표절 논란
'별에서 온 그대'가 방영된지 2일 후인 2013년 12월 20일 만화가 강경옥작가가 자신의 블로그에서 '진짜로 이게 무슨일이죠'란 제목의 글을 통해 '별에서 온 그대'가 자신의 만화 설희를 표절했다는 의혹을 제기하였다. 2일 후 이에 관해 HB엔터테인먼트 제작사 측은 "동일한 역사적 기록을 바탕으로 만들어졌기 때문에 갖게 된 공통점일뿐 누구 한 사람이 독점할 수 있는 소재가 아니다" 라며 이를 부인했다.
 또한 '별에서 온 그대'를 집필한 박지은 작가 측은 ‘설희’라는 작품이 있다는 것을 이번 사건이 언론을 통해 제기되며 처음 알았으며 10년간 구상해온 이야기로서 작가로서 양심 걸고 참조한 적 없다"고 주장하였다. 2014년 1월 28일 강경옥 작가는 블로그를 통해 "최종입장입니다"는 제목으로 고소할 것을 밝혔고, 이에 2월 5일 제작사 측 또한 소송제기할 경우 법적 대응을 할 수 밖에 없다고 밝혔다. 5월 20일 강경옥 작가는 서울중앙지법에 작가와 제작사를 상대로 손해배상 청구소송을 제기했다. 이에 22일 제작사 측에서도 "강경옥 작가 측으로부터 제기된 6억 원 손해배상 청구소송에 대해 강력한 법적대응을 하겠다"고 전했다. 7월 3일 강경옥 작가의 고소 취하로 인해 표절 관련 소송은 일단락됐다.

### 중국의 '별에서 온 그대' 표절 및 짜집기
2014년 4월 30일 중국 포털사이트 시나왕이 “인도네시아에서 전지현, 김수현 주연의 ‘별에서 온 그대’(이하 ‘별그대’)가 리메이크돼 제작됐다”고 보도했으나 해당 드라마가 정식 판권을 가지고 만든 드라마가 아님이 밝혀지면서 명백한 표절임이 드러났다. 이에 SBS 콘텐츠허브 측은 “인도네시아의 다른 기업과 정식 판권 판매를 두고 협의 중인 과정에서 이 드라마가 나왔다. 대응 방안을 모색 중이다”라는 입장을 전했다. 5월 13일 SBS 관계자는 "아직 이렇다 할 얘기가 오간 것은 아니다. 그 쪽과 한 차례 미팅을 가졌던 것이 전부"라며 "확정된 것은 아무것도 없다. 그런데 그 드라마가 현재 3회까지 방송되고 중단된 것으로 알고 있다"고 밝혔다.
한편 2014년 9월 16일 중국 베이징(北京)에서는 중국 내 한류 열풍을 주도한 드라마 ‘별에서 온 그대’와 ‘상속자들’을 어설프게 결합시킨 표절물인 영화 ‘별에서 온 상속자들’의 제작발표회가 열려 논란이 되었다. 한국뿐만 아니라 중국 내에서도 이 같은 지적이 이어졌지만 연출을 맡은 관샤오제(管曉杰) 감독은 “이 영화는 두 드라마와 무관하고 시나리오는 한국에서 드라마가 방송되기 전에 나왔다. 제목이 비슷한 건 영화를 홍보하기 위한 장치일 뿐”이라고 얼토당토않은 주장을 내놓았다.

## 결방 사유
- 2014년 1월 30일 : 설특선영화 은밀하게 위대하게로 인해 결방되었다.[23]

## 수상 경력
| 연도 | 수상 내역 |
| ---- | --- |
| 2014 | - 2월 방송통신심의위원회 이달의 좋은 프로그램상 - 제50회 백상예술대상 TV부문 대상,InStyle상 전지현 - 제50회 백상예술대상 TV부문 남자 인기상 김수현 - 제50회 백상예술대상 OST상 린 - 제41회 한국방송대상 개인상 연기자상 전지현 - 제9회 서울 드라마 어워즈 한류드라마 남자 연기자상, 네티즌 인기상 김수현 - 제9회 서울 드라마 어워즈 한류 주제가상 린 - 제9회 서울 드라마 어워즈 한류드라마 최우수 작품상 - 상하이 TV 페스티벌 해외 TV 시리즈 은상 - 도쿄드라마어워즈 베스트 액터 인 아시아상 김수현 - 도쿄드라마어워즈 해외작품특별상 - 제7회 코리아 드라마 어워즈 최우수 작품상 - 제7회 코리아 드라마 어워즈 한류핫스타상 ,대상 김수현 - 제7회 코리아 드라마 어워즈 핫스타상 신성록 - 제7회 코리아 드라마 어워즈 남자 신인상 안재현 - 대한민국 대중문화예술상 국무총리 표창 김수현 - 대한민국 대중문화예술상 국무총리 표창 박지은 작가 - 제6회 멜론뮤직어워드 OST상 린 - 제3회 에이판 스타 어워즈 남자최우수상, 한류스타상 김수현 - 제3회 에이판 스타 어워즈 한류스타상 전지현 - 제3회 에이판 스타 어워즈 연출상 장태유 - 제3회 에이판 스타 어워즈 아역상 김현수 - 제16회 Mnet 아시안 뮤직 어워드 OST상 린 - 제4회 대한민국 한류대상 대중문화대상(HB엔터테인먼트 문보미 대표) - 제27회 한국촬영감독협회 그리메상 드라마 부문 대상 이길복, 정민균 - 제27회 한국촬영감독협회 그리메상 드라마 부문 연출상 장태유, 오충환 - SBS 연기대상 베스트 커플상, 프로듀서상, 10대 스타상, 대상 전지현 - SBS 연기대상 베스트 커플상, 네티즌 인기상, 10대 스타상, 중편드라마 부문 남자 최우수연기상 김수현 - SBS 연기대상 중편드라마 부문 남자 우수연기상신성록 - SBS 연기대상 중편드라마 부문 특별연기상 김창완 - SBS 연기대상 뉴스타상 안재현 |
| 2015 | - 15회 화정 어워즈 글로벌 최고 드라마 배우상 김수현 - 제 29회 골든디스크 시상식 베스트 OST상 허각 - 제 24회 하이원 서울가요대상 OST상 린 - 제 27회 한국PD대상 TV 드라마 부문 작품상 - 방송 대상 한류부문 우수상 |

## 동시간대 드라마
- 《예쁜 남자》
- 《감격시대: 투신의 탄생》
- 《미스코리아》
- 《앙큼한 돌싱녀》